# Unser Frauen (Woringen)

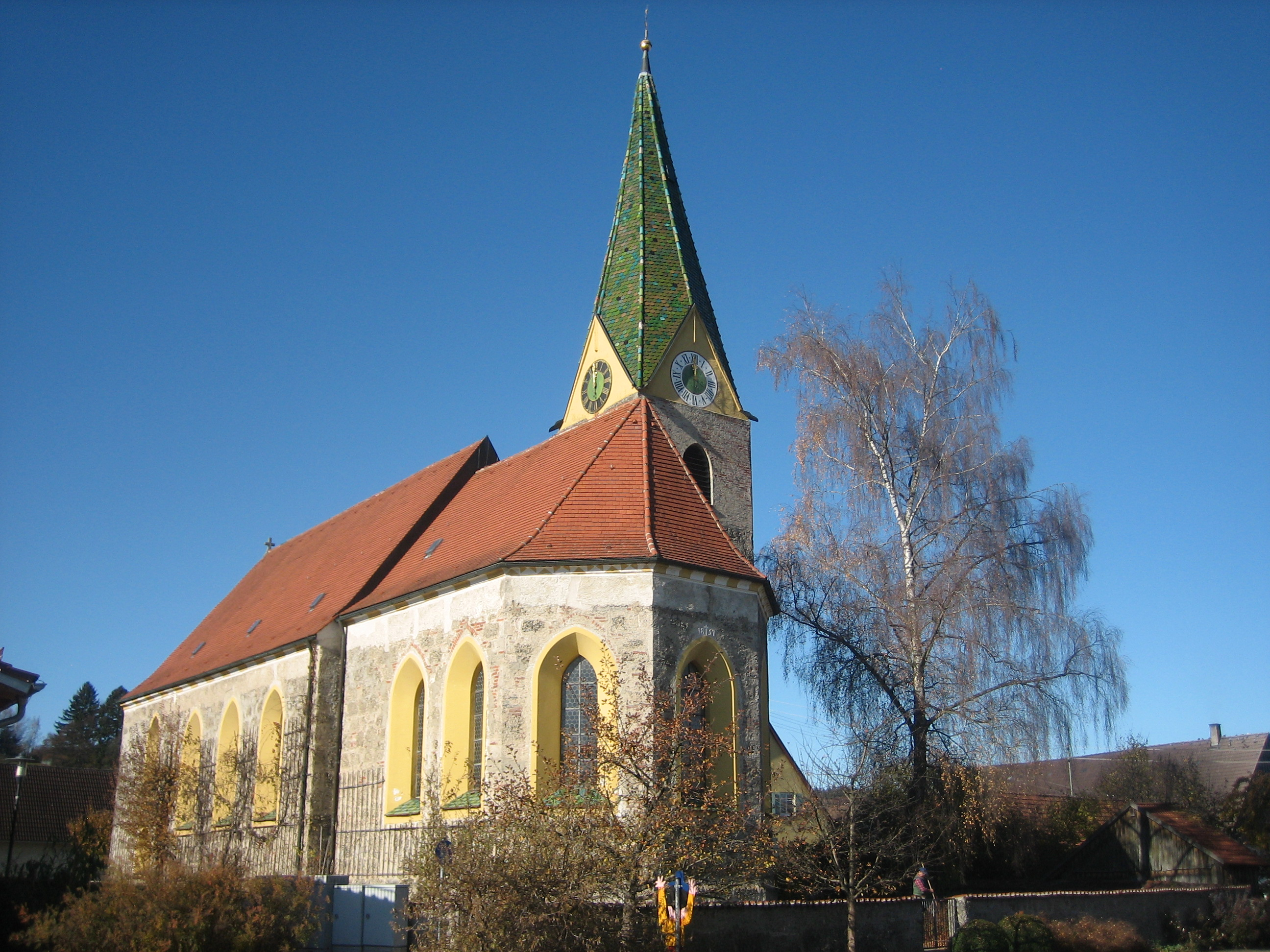
Pfarrkirche Unser Frauen in Woringen

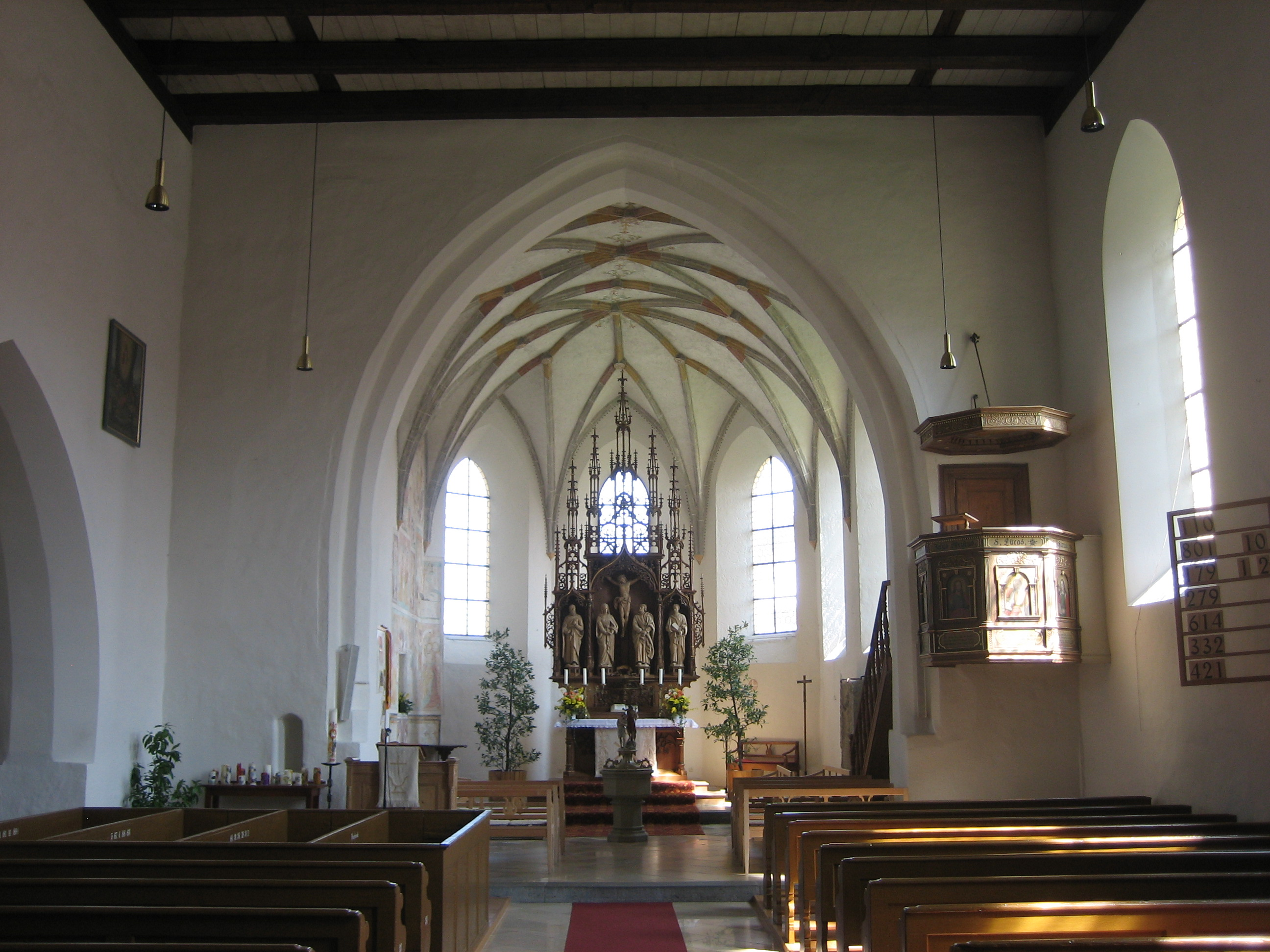
Innenansicht der Pfarrkirche

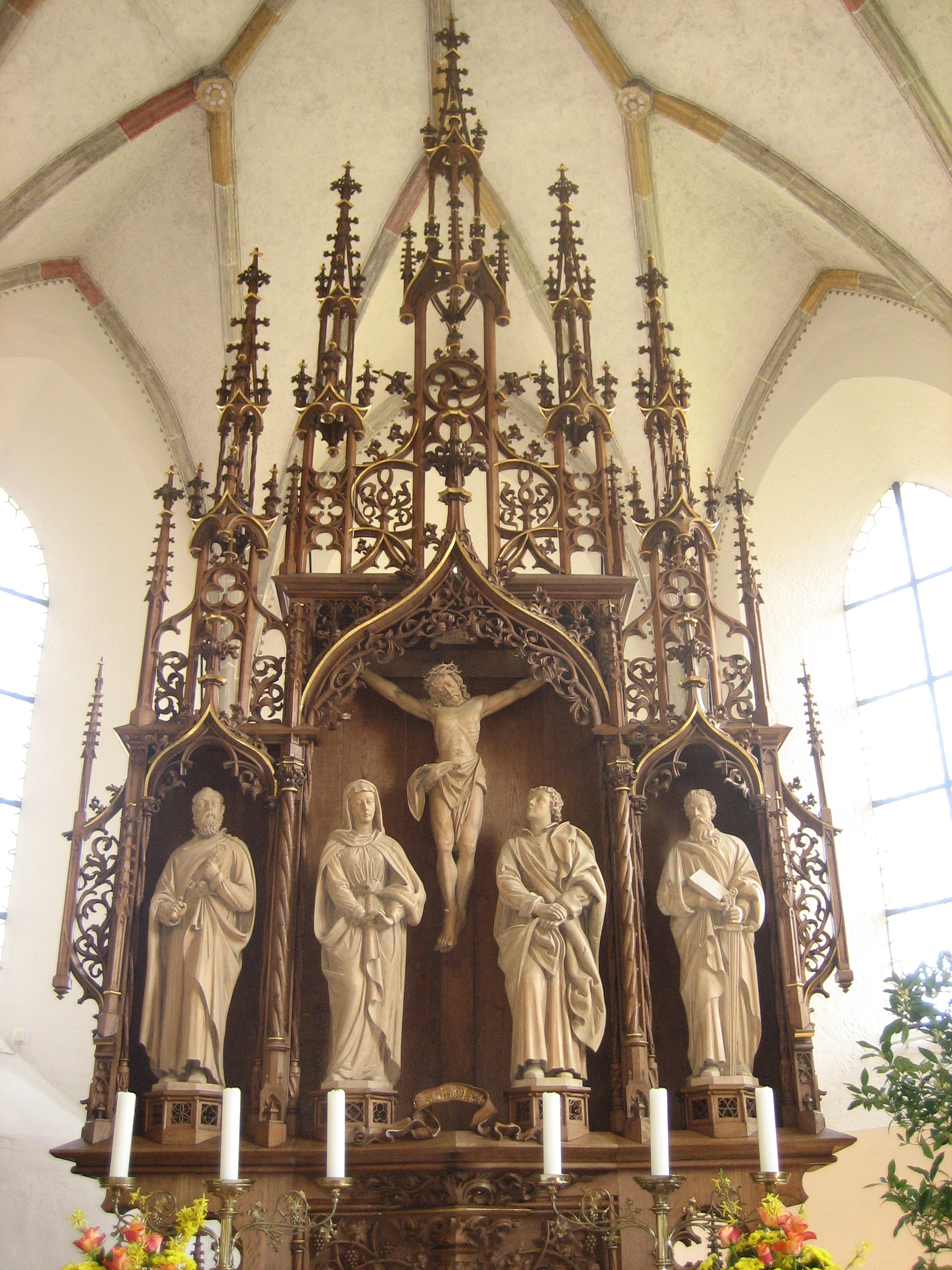
Altar von 1892

Unser Frauen ist die evangelisch-lutherische Pfarrkirche im schwäbischen Woringen im Landkreis Unterallgäu, Bayern.

## Geschichte
Die Existenz von Kirchen in Woringen wurde erstmals im Jahr 1350 vermerkt. Zu dieser Zeit existierten zwei Kirchen, die 1806 abgebrochene Martinskirche auf dem heutigen Friedhofsgelände und eine Kirche im Süden des Dorfes, Richtung Zell. Die Pfarrkirche wurde allgemein als Marienkirche bezeichnet.
Angeblich mit der Reformation in Woringen 1532 wandelte sich der Name Marienkirche zu Frauenkirche bzw. Unser Frauen. Die 1477 errichtete Allerheiligenkapelle wurde 1857 durch Spitzbögen mit dem Hauptschiff als linkes Seitenschiff verbunden.
1959 erfolgten Ausgrabungen unter anderem im nördlichen Garten der Kirche, wobei Reste zweier romanischer Apsiden und die Fundamente eines frühgotischen Langhauses mit Chor gefunden.

## Baubeschreibung
Die Kirche ist ein zum größten Teil unverputzter Nagelfluhbau. Die Allerheiligenkapelle, sowie das Obergeschoss des Turmes sind verputzt. Der Chor besteht aus zwei Jochen mit 5/8 Schluss und Netzrippengewölbe. Das Langhaus ist flachgedeckt und enthält vier Fensterachsen. Die westlich angebrachte Holzempore stammt aus dem 17. Jahrhundert.

## Ausstattung

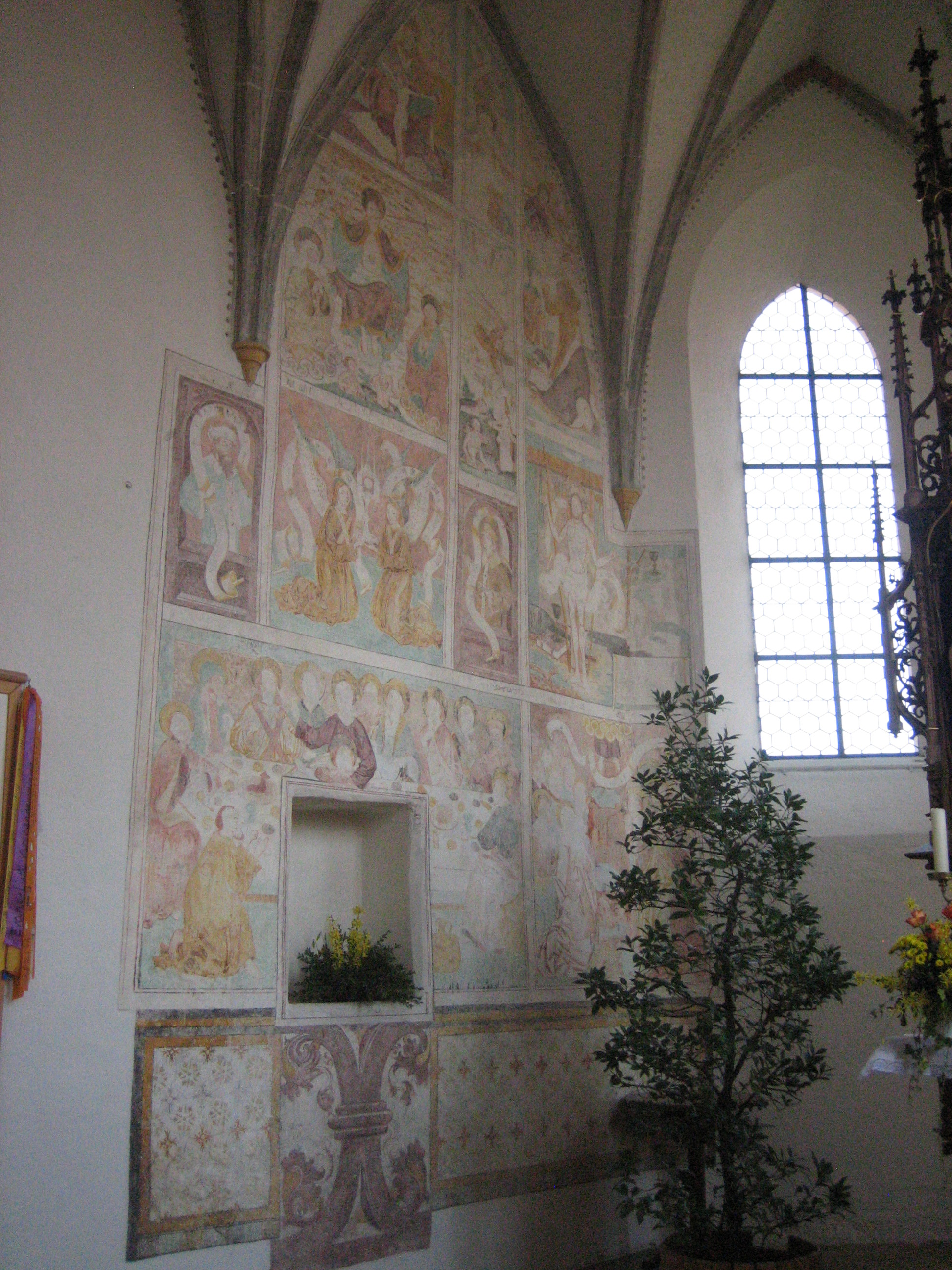
Freskenzyklus von 1490

Die 1658 im Renaissancestil errichtete Kanzel wurde 1661 durch Johann Sichelbein bemalt. Abgebildet sind Christus und die vier Evangelisten mit ihren Attributen. Während der Renovierung 1972 wurde der neugotische Zierrat entfernt und das ursprüngliche Erscheinungsbild der Kanzel wiederhergestellt.
Den Altar schnitzten 1892 die Memminger Vogt und Schmitz. Im Mittelfeld ist die Kreuzigungsszene Jesu dargestellt, die rechts und links von Maria und dem Jünger Johannes gerahmt wird. In den Altarfeldern sind links Petrus mit Schlüssel und rechts Paulus mit Schwert und Bibel dargestellt.
In den Jahren 1962 und 1969 wurden die während der Reformation übermalten Fresken an der Nordwand der Apsis freigelegt. Dieser Freskenzyklus entstammt der Memminger Strigel Familie und ist auf ca. 1490 datiert. Die Fresken sind als Armenbibel angelegt, um der des Lesens nicht mächtigen Gemeinde den christlichen Glauben zu vermitteln.
Die barocke Empore wurde 1684 eingebaut. Die Bemalung durch Johann Friedrich Sichelbein stellt die Apostel dar.

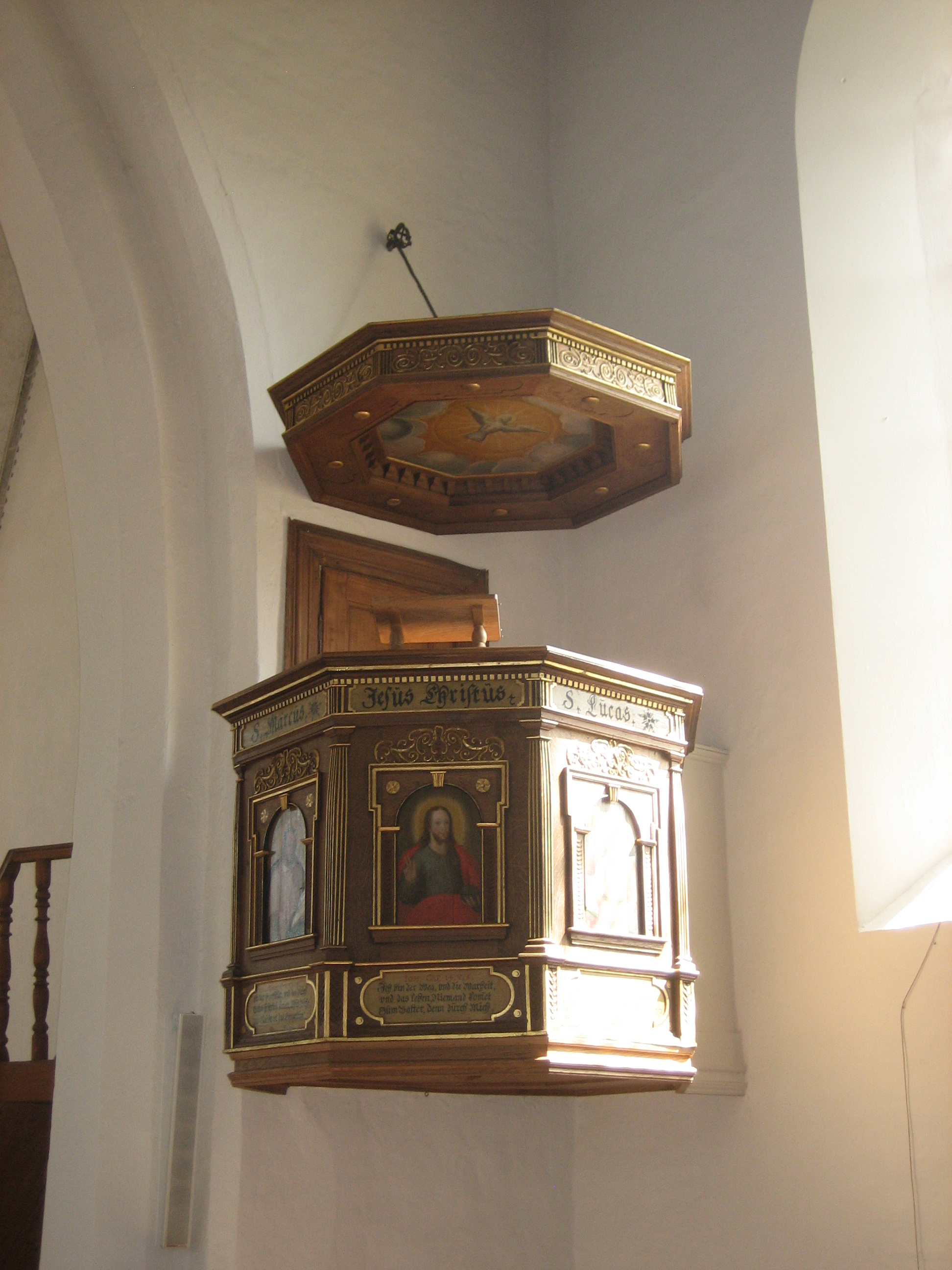
Kanzel von 1658
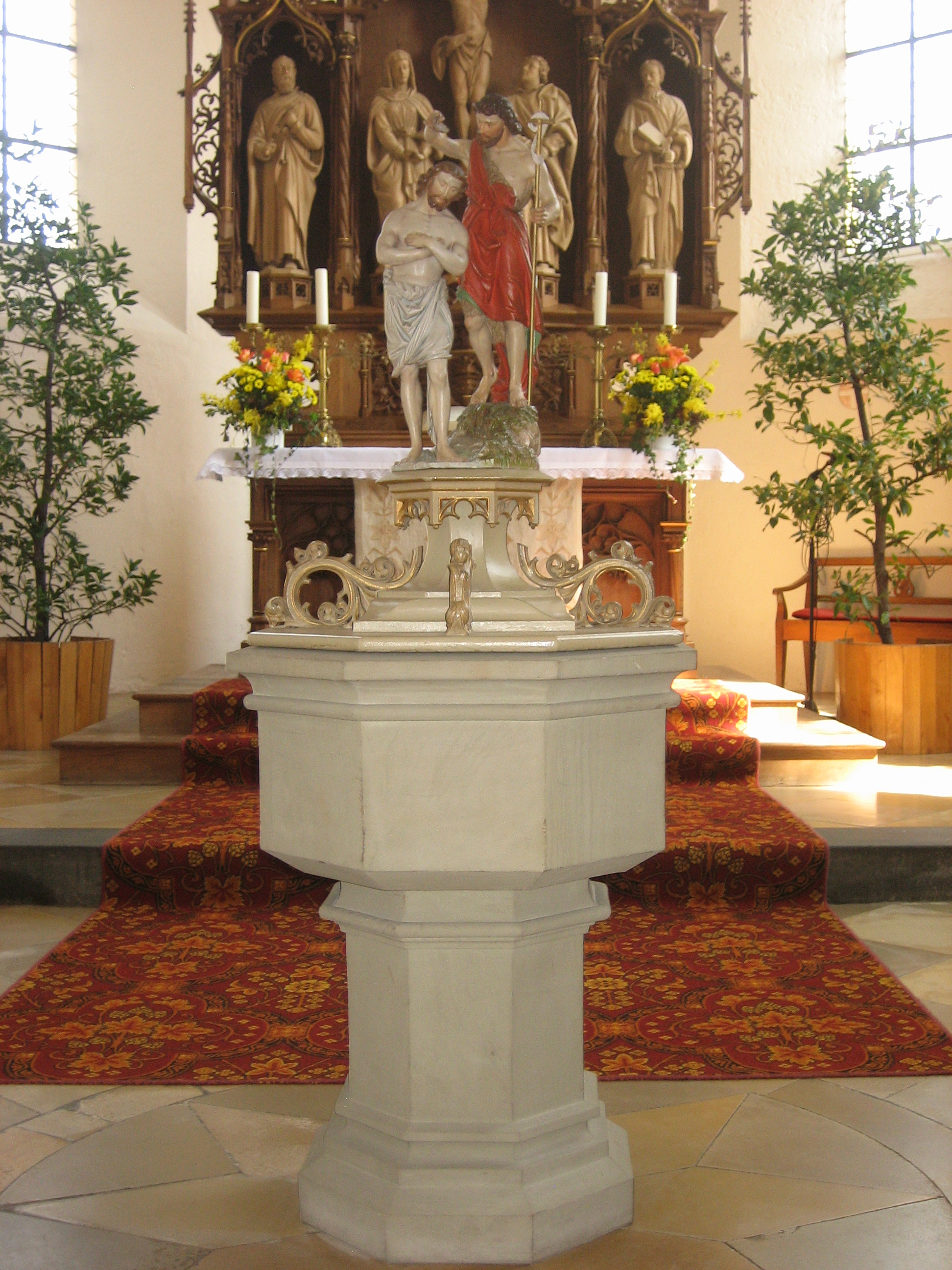
Taufbecken
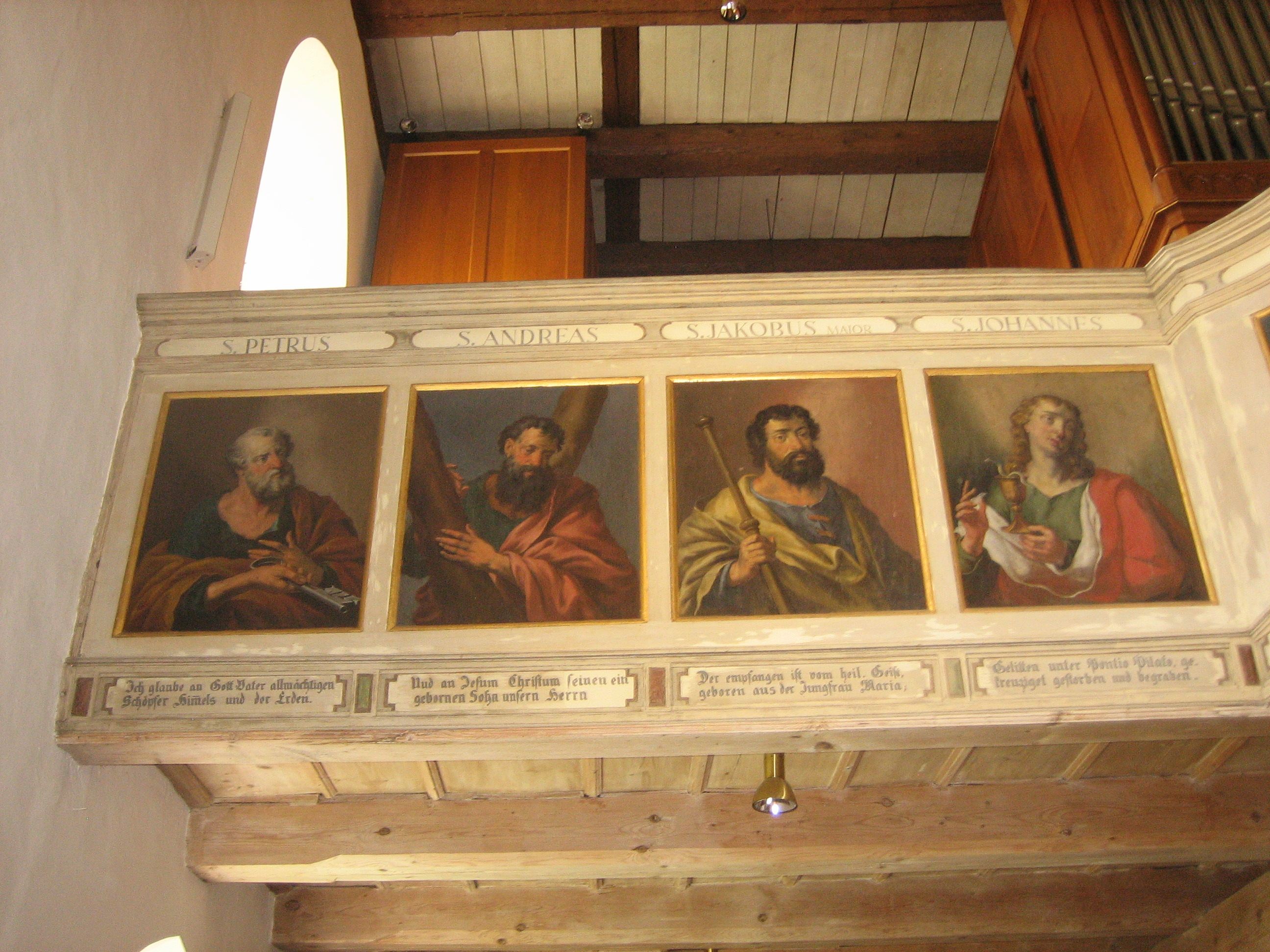
Empore von 1684

### Epitaphe
In der Kirche befinden sich vier Grabdenkmäler. Das älteste Epitaph stammt von 1477 und ist für Anshalm von Eyb angebracht. 1668 wurde für Johann Lang und Paulus Brommer ein weiteres Epitaphbild errichtet. Für Juliana Stebenhaber († 1716) wurde aus Rotsandstein ein Grabmal angebracht. Aus Solnhofener Platte ist eine Epitaphinschrift für Johann Caspar von Wachter († 1787) errichtet.

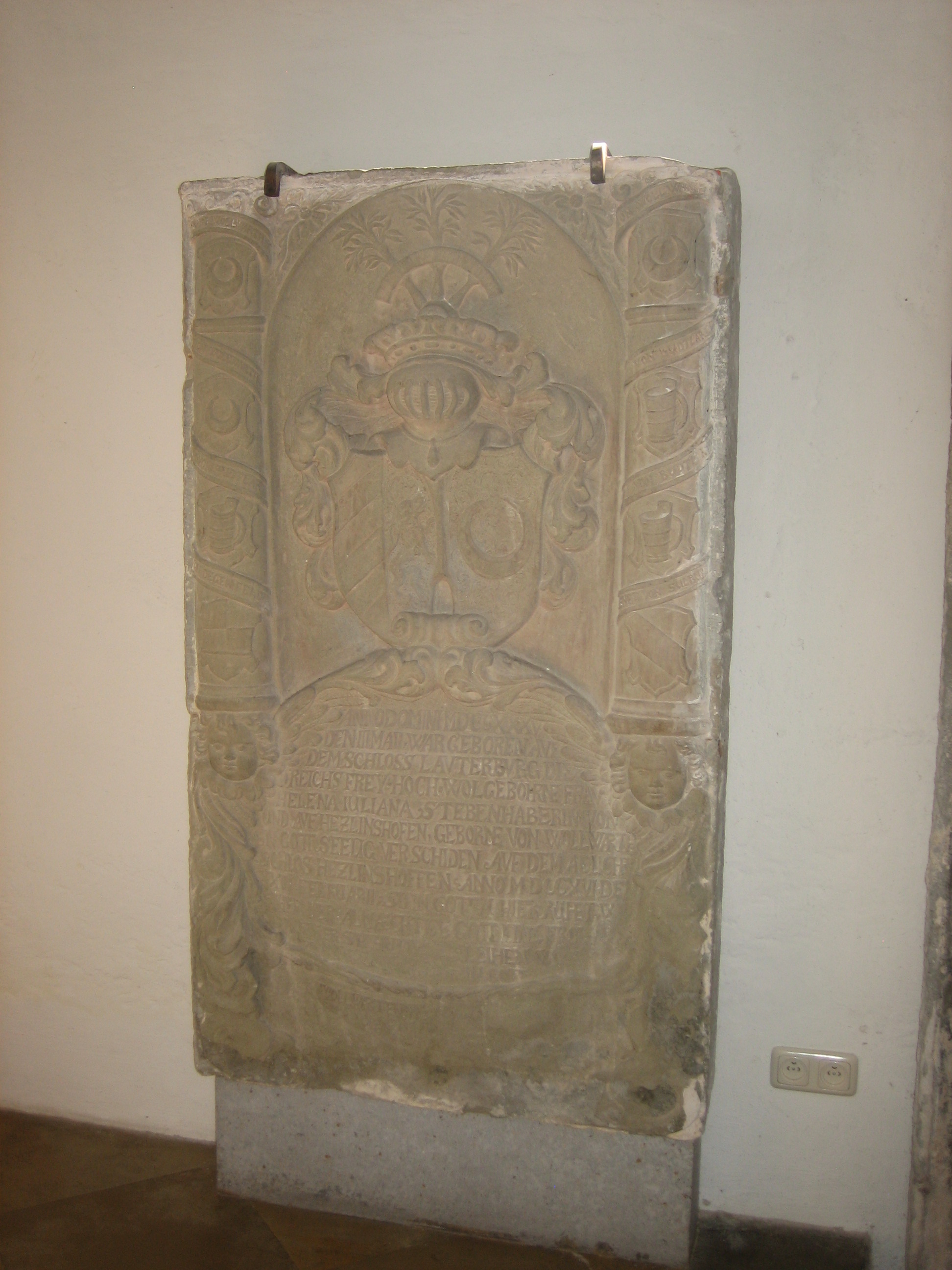
Grabplatte von Juliana Stebenhaber († 1716)
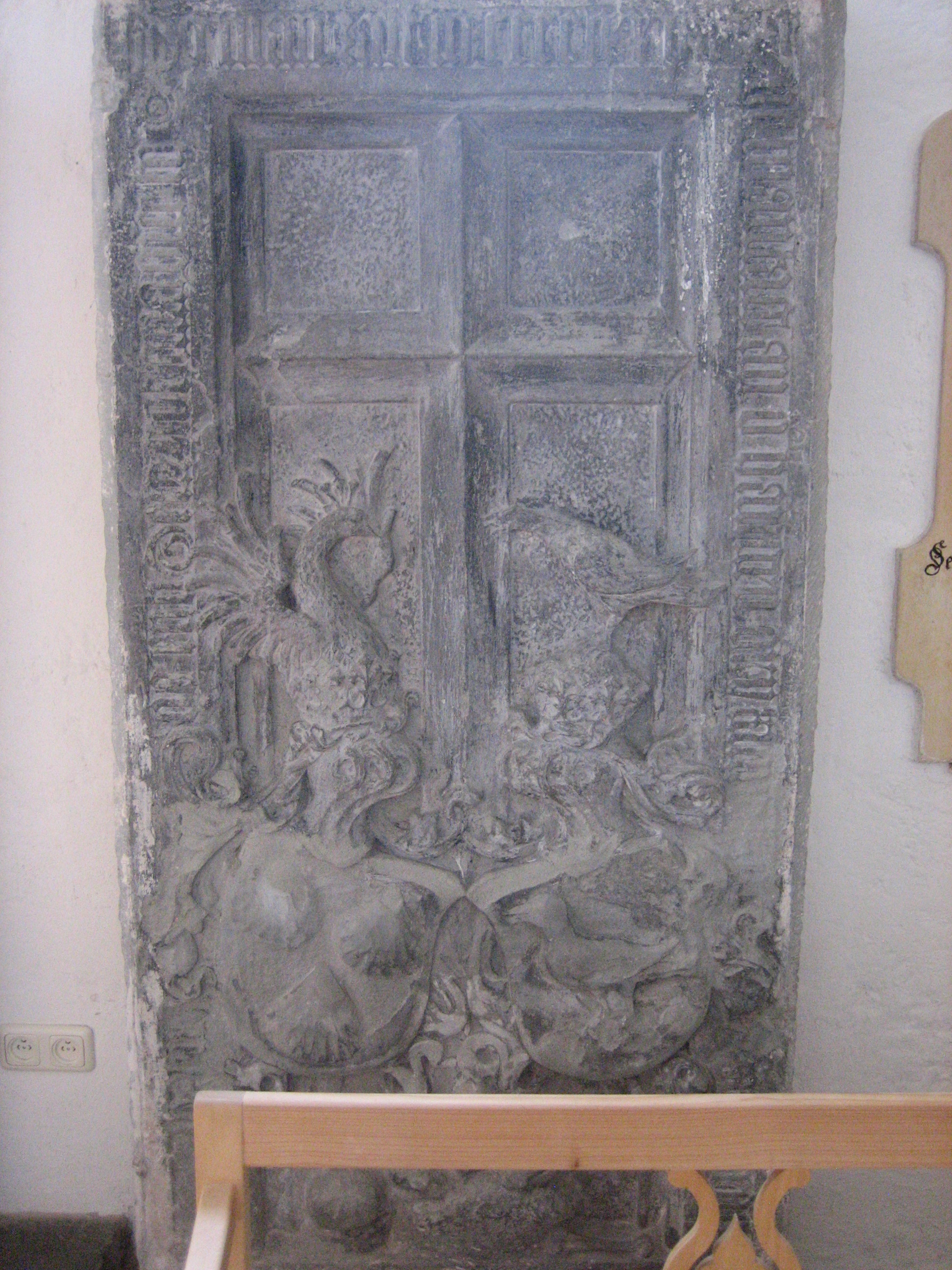
Grabmal von Anshalm von Eyb († 1477)

## Orgel

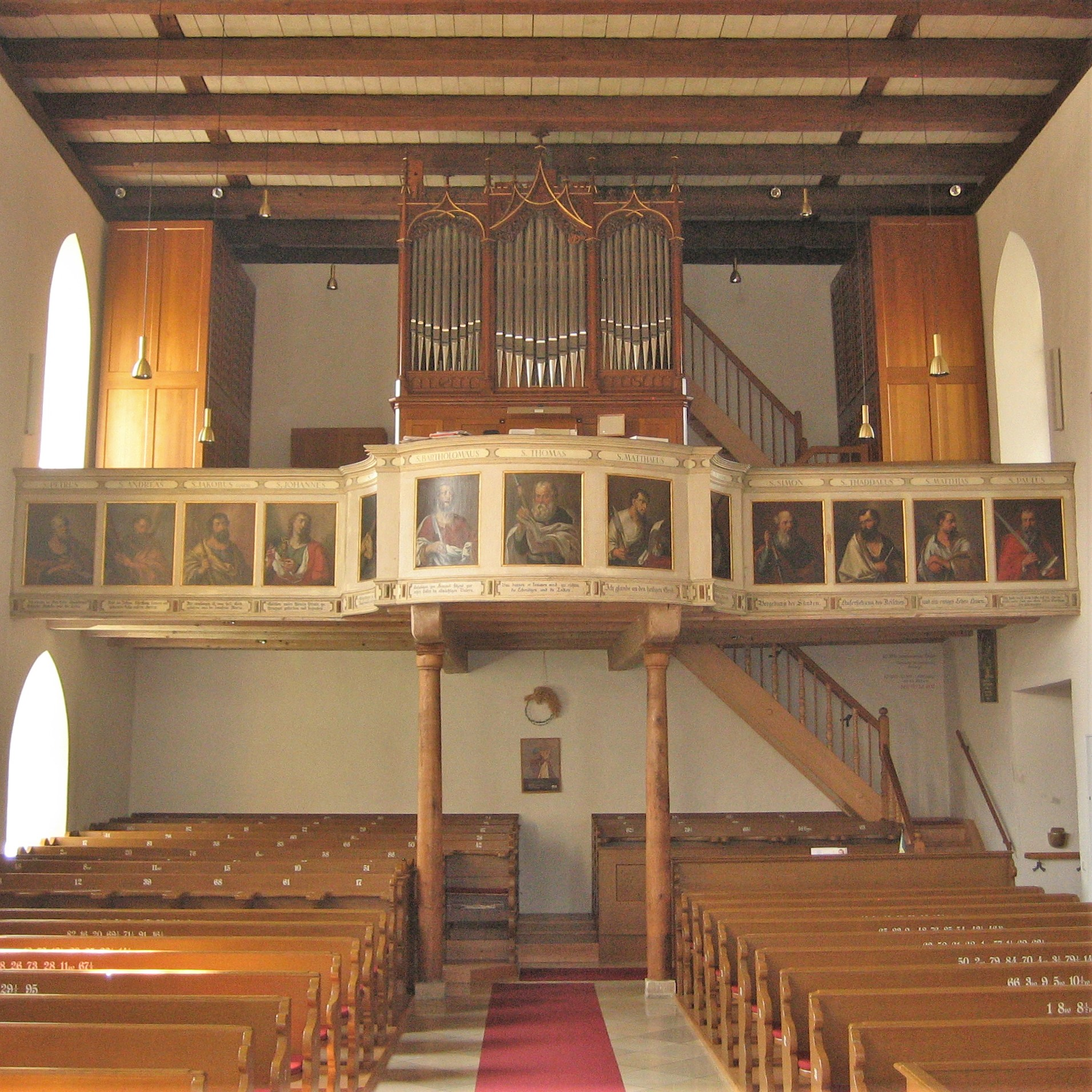
Die Sieber-Orgel

Die pneumatische Kegelladen-Orgel mit 13 Registern auf zwei Manualen und Pedal wurde 1905 von den Gebrüdern Sieber mit einem neugotischen Prospekt erbaut. Sie wurde 1972 von Gerhard Schmid überarbeitet. Die Disposition lautet:
| I. Manual C–f3 |       |
| Bourdon        | 16′   |
| Prinzipal      | 08′   |
| Viola di Gamba | 08′   |
| Gedeckt        | 08′   |
| Octave         | 04′   |
| Mixtur III     | 2 ⁄3′ |

| II. Manual C–f3  |    |
| Geigenprinzipal  | 8′ |
| Salicional       | 8′ |
| Lieblich Gedeckt | 8′ |
| Fugara           | 4′ |

| Pedal C–d1 |     |
| Subbaß     | 16′ |
| Violonbaß  | 16′ |
| Cello      | 08′ |

- Koppeln: II/I, Super I/I, I/P, II/P
- Spielhilfen: Mezzoforte, Fortissimo, Auslösung, Calcant

## Glocken

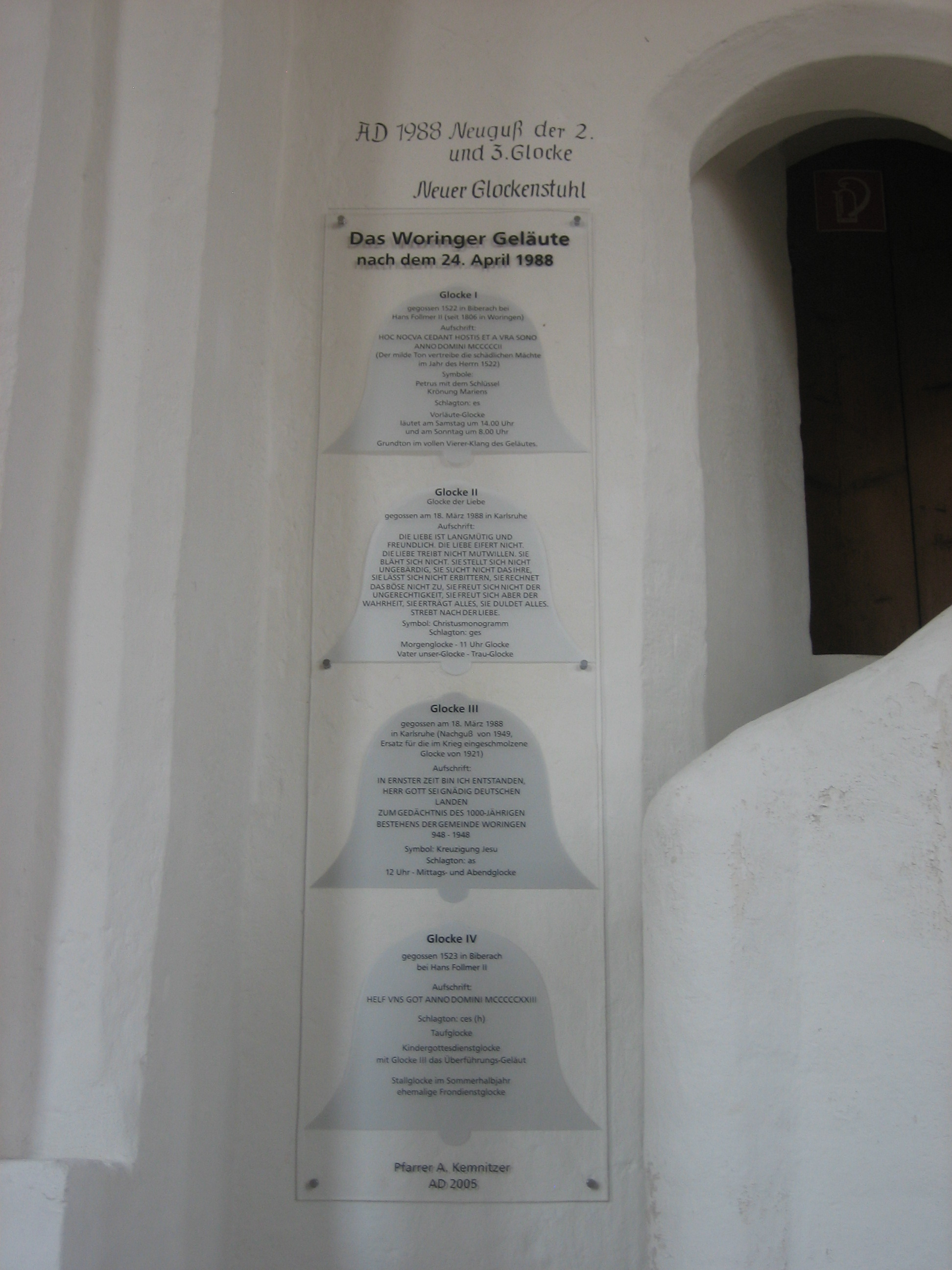
Beschreibung der Glocken

Im Turm der Pfarrkirche befinden sich insgesamt vier Glocken.

### Glocke I
Diese 1502 in Biberach von Hans Follmer II. gegossene Glocke hängt seit 1806 in Woringen. Die Aufschrift lautet: HOC NOCVA CEDANT HOSTIS ET A VRA SONO ANNO DOMINI MCCCCCII – (Der Milde Ton vertreibe die schädlichen Mächte im Jahr des Herrn 1502). Als Symbole sind Petrus mit Schlüssel, sowie die Krönung Mariens angebracht. Der Schlagton ist es. Es handelt sich um eine Vorläute-Glocke, welche am Samstag um 14:00 Uhr und am Sonntag um 08:00 Uhr geläutet wird. Grundton im vollen Vierer-Klang des Geläutes.

### Glocke II
Die Glocke der Liebe wurde am 18. März 1988 in Karlsruhe gegossen. Die Aufschrift lautet: DIE LIEBE IST LANGMÜTIG UND FREUNDLICH. DIE LIEBE EIFERT NICHT. DIE LIEBE TREIBT NICHT MUTWILLEN. SIE BLÄHT SICH NICHT. SIE STELLT SICH NICHT UNGEBÄRDIG. SIE SUCHT NACH DAS IHRE. SIE LÄSST SICH NICHT ERBITTERN. SIE RECHNET DAS BÖSE NICHT ZU. SIE FREUT SICH NICHT DER UNGERECHTIGKEIT. SIE FREUT SICH ABER DER WAHRHEIT. SIE ERTRÄGT ALLES. SIE DULDET ALLES. STREBT NACH DER LIEBE. Als Symbol ist ein Christusmonogramm angebracht. Der Schlagton ist ges. Es ist die Morgenglocke, welche um 11:00 Uhr geschlagen wird. Es ist die Vater unser-Glocke und Trau-Glocke.

### Glocke III
Diese, ebenfalls am 18. März 1988 in Karlsruhe gegossene Glocke, ist ein Nachguss und Ersatz für die während des Krieges eingeschmolzene Glocke von 1921. Die Aufschrift lautet: IN ERNSTER ZEIT BIN ICH ENTSTANDEN, HERR GOTT SEI GNÄDIG ZU DEUTSCHEN LANDEN. ZUM GEDÄCHTNIS DES 1000-JÄHRIGEN BESTEHENS DER GEMEINDE WORINGEN 948 – 1948. Als Symbol ist die Kreuzigung Jesu angebracht. Der Schlagton ist as. Sie wird um 12:00 Uhr Mittags und als Abendglocke geschlagen.

### Glocke IV
Wie die erste Glocke wurde auch die von Hans Follmer II im Jahr 1523 in Biberach gegossen. Die Aufschrift lautet: HELF VNS GOT ANNO DOMINI MCCCCCXXIII. Der Schlagton ist ces(h). Sie ist die Taufglocke und Kindergottesdienstglocke. Zusammen mit Glocke III läutet sie auch das Überführungs-Geläut. Stallglocke im Sommerhalbjahr, ehemalige Frondienstglocke.